# ルパン三世 ロシアより愛をこめて
- ルパン三世 > ルパン三世 ロシアより愛をこめて
- トムス・エンタテインメントの作品一覧 > ルパン三世 ロシアより愛をこめて
- 金曜ロードショー > ルパン三世 ロシアより愛をこめて

『ルパン三世 ロシアより愛をこめて』（ルパンさんせい ロシアよりあいをこめて）は、モンキー・パンチ原作のアニメ『ルパン三世』のTVスペシャルシリーズ第4作。1992年7月24日に日本テレビ系の『金曜ロードショー』にて放送された。テレビ初放送時ナイター延長のため1時間遅れで放送された。視聴率は18.8%。1995年9月30日も同枠で再放送され、この時は大神いずみ（当時日本テレビアナウンサー）が解説を務め、最後にはビデオのプレゼント企画が存在した。

## 概要
旧ロシア帝国を支配していたロマノフ王朝の500トンもの金塊をめぐって、ルパンファミリーと怪僧ラスプーチンの孫にあたるラスプートンとの金塊争奪戦が展開する。タイトルは『007』の同名作品に由来する。
本放送時の冒頭と作品終了後には、同番組解説の水野晴郎が当作品のアフレコ現場に出向き、山田康雄らレギュラーメンバーに作品の見どころ等を取材した特別映像が放送された。

## あらすじ
ルパンの今回の狙いはロシア帝国最後の皇帝ニコライ2世が保有していた1,240トンもの金塊のうち、ロシア革命を経てアメリカに運び出された金塊500トンであった。現在の在りかが記されていると思わしき本を探す中で、ルパンと次元はジュディという凛とした美女と出会う。同じく本を狙う殺し屋コンビ、ラッキーとビッグマウス・ジョーの襲撃を受ける中で、ルパンはジュディを助け彼女と別れる。本は最終的にラッキーに奪われてしまうが、写真にとった最終ページの暗号からテキサス州の小さな銀行「バンク・オブ・リバティー」（実は泥棒らを顧客としている別名「バンク・オブ・バンディッツ」）の地下金庫に隠されていることを突き止め、次元と不二子、さらにジュディと共に金塊強奪計画を進める。しかし、不二子とジュディは密かに手を組んでおり、ルパンからの金塊横取りを企んでいた。
一方、世界中の権力者や大物マフィアのボスも顧客に抱える世界的な宗教団体の教祖ラスプートンも金塊を狙っていた。彼がラッキーらの雇い主であり、さらには人の心が読める特殊能力で五ェ門も翻弄。奪った斬鉄剣を代償に彼を用心棒に雇う。
計画通り金塊強奪を成功させたルパンだったが、不二子とジュディに横取りされてしまう。しかし、その金塊もラスプートンの大型輸送機で根こそぎ奪われてしまう。金塊を奪い返すことを誓ったルパンに、相棒ジョーを殺され、ラスプートンへの復讐を誓うラッキーも加わる。
その頃、ロシア・シベリアの教団本拠地に帰還したラスプートンの下にジュディが現れる。彼女は残りの金塊を差し出して入団を求め、その美貌に魅入られたラスプートンは、彼女を直轄の信者に取り立てる。しかし、ジュディの目的は全金塊の強奪であり、斬鉄剣を捜す五ェ門と密かに手を組む。一方、五ェ門の情報を元にルパン一味とラッキーもシベリアへ向かい、さらには金塊の元の持ち主であったニューヨークマフィアのボス、カルシオーネの甥ドンビーノも金塊を奪い返すため部下を率いて現れる。
それぞれの思惑が交差し、ドンビーノやラッキーがラスプートンに殺されていく中で、ルパンは今度は自分たちが大型輸送機を操作して金塊の強奪を行う。金塊と共に輸送機内に取り込まれたラスプートンは得意の読心術で次元を翻弄するが、自身の手の内を明かしたことが裏目に出る形となり、ルパンの奇策に敗れ射殺される。ラスプートンの最期の悪あがきで輸送機は炎上墜落し、溶けた黄金が残る。
ジュディは自分がアメリカに逃れた皇女アナスタシアの孫で正当な権利者であり、ソ連崩壊後の経済混乱による貧しい故郷のために金塊を手に入れたかったと語り、ルパンに金塊を諦めるよう頼む。ルパンは彼女へのキスと全体から見ればわずかな金塊のみを今回の報酬とし、シベリアを去る。

## 登場人物

### メインキャラクター
ルパン三世
かの名高き怪盗アルセーヌ・ルパンの孫で、自らも世界的な大怪盗かつ変装の達人。
今回はロシア革命の影でアメリカに運び出されたロマノフ王朝の500トンの金塊を狙う。
次元大介
コンバットマグナムを使う射撃の名手でルパンの相棒。
序盤から終盤まで常にルパンに付き従い、手助けする。
石川五ェ門
古の大泥棒・石川五ェ門の十三代目。最強の刀「斬鉄剣」を使う居合い抜きの達人。
ラスプートンに一宿一飯の恩義を受けた後、そのまま斬鉄剣を密かに奪われてしまい、強制的に彼の用心棒として雇われている。終盤、ジュディと出会って協力関係を築き、彼女に惚れる。
峰不二子
ルパン一味の紅一点で、付かず離れずの存在。時にはルパン達を利用したり、裏切ったりすることも多い。
ジュディと手を組み、ルパンから金塊を横取りしようと企む。しかし、ルパンには見透かされている。
銭形警部
ルパン一味を追うICPOの捜査官。ルパン専任捜査官であるため、ルパンに関係する事件なら世界中どこでも捜査権が認められている。
今作では基本的に後手に回り、中盤のラスプートンの金塊強奪では、これに巻き込まれ、一人シベリアに連れて行かれてしまう。

### ゲストキャラクター
ジュディ・スコット
本作のゲストヒロイン。
金塊を狙う凛とした性格でショートカットの美女。金塊の行方を捜すルパンの来訪を受けるが、実は初めから不二子と手を組んでおり、金塊の横取りを企む。
実はアメリカに密かに逃れたというアナスタシア皇女の孫で、自分をロマノフ家の金塊500トンの正当な相続者と考えている。その上でソ連崩壊による経済混乱で貧しくなった祖国の人たちを金塊を手に入れることで救いたいと考えている。

ラスプートン
シベリアに本拠地を持つ世界的な宗教団体の教祖。本作の敵役。
背が高く、長い顎鬚が特徴の男。アメリカ大統領も含めた世界各国の権力者やマフィアのボスも顧客としている霊能者で彼らの悩みに予言や提言を与える。実際には予言能力などないもののリーディングの技術を持ち、相手の心を読むことで発言に説得力をもたせている。頭の回転が早く、親しい相手には自分はインチキだと公言する。人差し指を突き出し、特に他人の穴（口や鼻、耳）に突っ込む悪癖がある。実は怪僧ラスプーチンの隠し子。また物語後半では自分の元にやってきたジュディをアナスタシアの子孫と一目で見抜き、先祖の因縁で男女の仲になろうとする。
武器を用いないが、先述のリーディングによって五ェ門や次元ほどの手練れも翻弄する上、実は体術や格闘術にも優れており、上記、人体の穴に指を突っ込みたがる癖は、そのまま敵の鼓膜や目を突き破ることで殺傷することもできる。

ラッキー・マクドナルド
ラスプートンに雇われたフリーランスの殺し屋。
防弾サングラスを掛けた小柄な男。ショットガンを愛用し、幼馴染のビッグマウス・ジョーと行動を共にする。冷静沈着で頭の回転が早く、物語前半において、しばしば的確にルパンの妨害を行う。しかし、中盤、自分たちの安否を無視したラスプートンの爆撃によって相棒を失い、復讐のためにルパン一味に加わる。
終盤、ラスプートンの顔面にショットガンを撃てる好機に恵まれるものの、肝心の場面で弾切れを起こし、「アンラッキー」と呟いてラスプートンに殺される。

ビッグマウス・ジョー
ラッキーの相棒。愛称は「ビッグ」。
小さな防弾サングラスを掛けたスキンヘッドの巨漢。仕事に当たっては外見通り、粗暴で大胆な行動に出る一方、普段はどこか愛嬌のあるコミカルな言動が散見される。
中盤において自分たちの安否を無視したラスプートンの爆撃に巻き込まれ、死亡する。

カルシオーネ
ニューヨークの大物マフィア、カルシオーネ・ファミリーのドン。
バンク・オブ・リバティーの500トン金塊の現在の所有者である老マフィア。当局の締め付けにより同業者たちが次々と逮捕されていることに怯え、穏当な日々を求めているが、そこをラスプートンに付け込まれ、彼の信者となっている。金塊の取得によってファミリーから狙われたくないラスプートンの甘言によって手放すことを決めるが、間もなく、ラスプートンの言いなりになっていることに不満を持っていた甥のドンビーノに射殺される。

ドンビーノ
カルシオーネ・ファミリーの幹部。カルシオーネの甥。
マフィア幹部らしい壮年の男。ラスプートンを毛嫌いし、彼の言いなりになっているドン・カルシオーネを苦々しく思っていたところ、ドンが金塊500トンを手放したことで、完全に見限り射殺する。
物語終盤、金塊を奪還するため部下を率いてシベリアにある教団本拠地を訪れる。施設各所に爆弾を仕掛けラスプートンを脅すが、その読心術と体術で部下たちを倒され、自身も両目を潰されて死亡する。死の間際に全爆弾を起動し爆破させる。

デューク・ブラウン
テキサス州サンアントニオの小銀行「バンク・オブ・リバティ」の頭取。
小さな優良銀行の頭取らしい愛想の良い中年男性。しかし、実際には盗品の預かりからマネーロンダリングまで行い、裏社会では「バンク・オブ・バンディッツ」と呼ばれる泥棒御用達の銀行の主であり、裏社会の情報にも長けた人物。当代で3代目。
金塊を狙うルパンの襲撃を受け、現在はカルシオーネ・ファミリーが所有しているなどとして強奪を止めさせようとする。最終的には諦め、ルパンが他の預かり品に手をつけず、警察にも銀行の正体を教えないことを確認して協力的になる。

女性図書館員
ニューヨーク市立図書館の女性司書。
およそ司書らしくない濃い化粧に巨乳のグラマラスな若い美女。ルパンから食事の誘いの見返りに、金塊の在りかを記した本の現在の借り主（ジュディ）を密かに教える。直後に現れた銭形と逃げるルパンによって図書館が荒らされた上に、自身の服も破られて胸が露出して激怒し、2人に鉄拳制裁を行う。

## 声の出演
- ルパン三世 - 山田康雄
- 次元大介 - 小林清志
- 石川五ェ門 - 井上真樹夫
- 峰不二子 - 増山江威子
- 銭形警部 - 納谷悟朗
- ジュディ - 佐々木優子
- ラスプートン - 大木民夫
- カルシオーネ - 今西正男
- デューク - 納谷六朗
- ブッチュ - 北村弘一
- ラッキー - 石塚運昇
- ビッグマウス - 辻親八
- ドンビーノ - 大塚明夫
- 雨蘭咲木子
- 秋元羊介
- 小形満
- 稲葉実
- 荒川太郎
- 達依久子
- ナレーター - 谷口節

## スタッフ
- 原作 - モンキー・パンチ（中央公論社刊）
- 企画 - 武井英彦（日本テレビ）
- 監督 - 出崎統
- 脚本 - 柏原寛司
- 絵コンテ - さきまくら[2]
- 演出 - 元永慶太郎、菱川直樹
- キャラクターデザイン - 長岡康史
- メカデザイン - 西澤晋、金子勝典
- 作画監督[3] - 長岡康史 / 平山智、青井清年、細山正樹、寺沢伸介
- 美術監督 - 光元博行
- 撮影監督 - 長谷川肇
- 編集 - 鶴渕允寿
- 音楽 - 大野雄二
- 音楽監督 - 鈴木清司
- 録音監督 - 加藤敏
- 音響効果 - 糸川幸良
- 録音制作 - 東北新社
- 音響制作担当 - 古川直正
- 脚本監督 - 飯岡順一
- 音楽プロデューサー - 島田義三、山田慎也
- アシスタントプロデューサー - 長井圭次（TMS）
- プロデューサー - 伊藤響（日本テレビ）、松元理人（TMS）
- 主題歌「Golden Game」
  - 作詞 - 三浦徳子
  - 作曲 - 大野雄二
  - 唄 - しばたはつみ
- 企画制作 - 日本テレビ
- 製作 - 東京ムービー新社

## ネット配信
- 『TMSアニメ55周年公式チャンネル』にて2019年10月11日から10月17日まで期間限定無料配信された[4]。TMSアニメ55周年公式チャンネル版では諸事情により一部シーンがぼかされたり、暗くなっている。